# Джордж Адамски
Джордж Адамски (на английски: George Adamski)(17 април, 1891 година – 23 април, 1965 година) е американски уфолог, роден в Полша.
Когато е на 2 години, семейството му емигрира в САЩ. Става известен в уфоложките среди със своите снимки на НЛО и твърденията си, че имал контакт с извънземни същества от други планети.
Сериозната наука често го обявява за фанатик, луд и измамник, който търси лесна слава. Въпреки това Адамски посвещава живота си на „летящите чинии“ и изследването им, като прави някои невероятни снимки и пише много книги по тази тема.